# Suraj Sharma
Suraj Sharma (Nova Deli, 21 de março de 1993) é um ator indiano que fez sua estreia no filme Life of Pi, em 2012. Dirigido por Ang Lee, o filme do romance de mesmo nome, e lhe rendeu aclamação da crítica, bem como uma indicação de melhor ator em ascensão do prêmio BAFTA. Ele também participou das séries Homeland e God Friended Me.

## Biografia e carreira
Sharma nasceu e foi criado em uma família malaiala em Nova Deli. Seu pai, Gokul Churai, é um engenheiro de software de Thalassery e sua mãe, Shailaja Sharma, uma economista de Palakkad. Sem experiências prévias de atuação, ele fez o teste junto com seu irmão para o papel de Piscine Molitor "Pi" em Life of Pi. Sharma passou por várias rodadas de audições antes de ganhar o papel-título, vencendo três mil outros jovens, incluindo Rajiv Surendra e Naren Weiss.
O diretor do filme, Ang Lee, afirmou que selecionou Sharma principalmente com base em seus olhos expressivos e aparência inocente. Segundo ele, Sharma não tinha apenas a emoção, mas também o "visual" do personagem. O filme foi aclamado pela crítica, ganhando quatro Oscar; o desempenho de Sharma recebeu críticas positivas, e ele foi indicado ao prêmio BAFTA de melhor ator em ascensão.

## Filmografia
- 2012 - Life of Pi - Pi Patel
- 2014 - Million Dollar Arm - Rinku Singh
- 2014 - Homeland (4.ª temporada) - Aayan Ibrahim
- 2015 - Umrika - Ramakant
- 2016 - Burn Your Maps - Ismail
- 2017 - Phillauri - Kanan
- 2018 - God Friended Me
- 2019 - Happy Death Day 2U - Samar Ghosh
- 2022 - How I Met Your Father - Sid